# Медаль «За заслуги для пограничной стражи»
Медаль «За заслуги для пограничной стражи» (пол. Medal za Zasługi dla Straży Granicznej) — награда Польши, вручающаяся от имени министра внутренних дел Польской Республики за заслуги для Пограничной стражи. Утверждена 8 октября 2004 года. Имеет три степени — золотую, серебряную и бронзовую.

## Основания награждения
Медалью может быть награждён гражданин Польши или иностранец, который:
- принимал участие или поддерживал проведение действий направленных на пресечение преступления или нарушения, которые находятся в компетенции Пограничной стражи,
- пресёк попытку вывода из строя средств технического обеспечения Пограничной стражи,
- способствовал развитию сотрудничества Пограничной стражи с органами охраны границ других стран,
- действовал в пользу Пограничной стражи или поддерживал эти действия в международных организациях.

Медаль вручается также служащим или работникам Пограничной стражи, которые своей безупречной службой или работой способствовали повышению уровня работы или технического обеспечения Пограничной стражи.
Медаль вручается от имени министра внутренних дел по обращению Главного коменданта пограничной стражи. Лицо, награждённое медалью, получает знаки медали и удостоверение к ней. Медаль каждой степени может быть присвоена тому же лицу только один раз, а награждённому повторно не присваивается медаль степенью ниже, чем вручённая ранее. Награждение может быть и посмертным.

## Описание
Медаль «За заслуги для пограничной стражи» представляет собой круг диаметром 35 мм, на аверсе обрамлённый венком из лавровых и дубовых листьев. В средней части аверса медали помещён четырёхугольный мальтийский крест, оканчивающийся на кончиках сторон шариками, которые находятся за пределами основного поля медали. Рёбра креста покрыты зелёной эмалью. В середине креста находится барельеф орла, такого вида, как на гербе Польши. Фоном орла является изображение пограничного столба с нанесёнными эмалью белыми и красными полосами, контуры столба серые. На реверсе медали находится выпуклый контур, представляющий из себя стилизованное изображение границ Польши, с размещённой на нём надписью: Za Zasługi dla Straży Granicznej. Обрамление сторон креста, так же, как и оставшаяся часть аверса награды, а также её обратная сторона, в зависимости от степени медали, имеет золотой, серебряный или бронзовый цвет.
Знак медали подвешивается на зелёной ленте шириной 35 мм. Через середину ленты идёт бело-красно-белая полоса шириной 15 мм.
| Золотая медаль | Серебряная медаль | Бронзовая медаль |

Медаль носится на левой стороне груди после общегосударственных наград.